# Jan IV. (patriarcha)
Patriarcha Jan IV. Konstantinopolský, běžně označovaný jako svatý Jan Postník (řecky Nesteutés, latinsky Jejunator, zemřel 2. září 595) byl třiatřicátý biskup a čtrnáctý patriarcha konstantinopolský (ve funkci od 11. dubna 582), první, který používal titul „ekumenický patriarcha“. V pravoslavné církvi je ctěn jako světec, ani ne tak pro svůj historický význam, ale spíše pro svůj asketický způsob života, velice netypický pro nejvyššího hodnostáře východní církve: jedl jen v neděli a pouze zeleninu, spal výhradně vsedě, jeho jediným osobním majetkem byl plášť, přikrývka a klekadlo.

## Život
Pocházel z rodiny stříbrotepců, ve funkci vystřídal patriarchu Eutychia z Konstantinopole, který ho také vysvětil na kněze. Titul „ekumenický patriarcha“, který Jan Postník poprvé použil, popudil tehdejšího papeže sv. Řehoře I. Velikého, který jej pokládal za rouhavý a pyšný a v reakci na to začal sám používat titul „servus servorum Dei“, Služebník služebníků Božích, který je základem papežské titulatury dodnes. Připisuje se mu také reforma svátostného pokání – někdy se uvádí, že jako první uvedl do církevní praxe soukromou zpověď knězi oproti dosavadnímu veřejnému vyznání hříchů. Je mu připisováno několik spisů, u žádného z nich však není autorství prokázáno. V Kánonech Jana Postníka uvádí, že nejen nemanželský pohlavní styk je hříchem, ale i určité sexuální praktiky v manželství, čímž jsou hříchem i proti manželství jako takovému.